# Śnietnica (gmina)
Śnietnica – dawna gmina wiejska istniejąca w latach 1934–1954 w woj. krakowskim i rzeszowskim (dzisiejsze woj. małopolskie). Siedzibą władz gminy była Śnietnica.
Gmina zbiorowa Śnietnica została utworzona 1 sierpnia 1934 roku w powiecie gorlickim w woj. krakowskim z dotychczasowych jednostkowych gmin wiejskich: Banica koło Łęku, Bieliczna, Brunary Niżne, Brunary Wyżne, Czarna, Czertyżne, Izby, Jaszkowa, Śnietnica i Stawisza.
Po wojnie gmina Śnietnica (wraz z całym powiatem gorlickim) weszła w skład nowo utworzonego woj. rzeszowskiego. Według stanu z dnia 1 lipca 1952 roku gmina składała się z 6 gromad: Banica, Brunary, Czarna, Izby, Stawisza  i Śnietnica.
Gmina została zniesiona 29 września 1954 roku wraz z reformą wprowadzającą gromady w miejsce gmin. Jednostki nie przywrócono 1 stycznia 1973 roku po reaktywowaniu gmin.